# HD 90470
HD 90470，又名BD+42 2123，SAO 43344、HR 4096，是一颗恒星，视星等为6.02，位于銀經177.3，銀緯57.27，其B1900.0坐标为赤經10h 21m 32.7s，赤緯+42° 57.27′ 44″。